# Брвнара осаћанка
Брвнара „осаћанка” врста је брвнаре која се градила у планинским пределима на Балканском полуострву.

## Порекло
Назив „осаћанка” потиче од њихових неимара – сељаци који су  били мајстори тесари-дрводеље. У питању су Срби Осаћани који су пореклом из Осата поред Дрине, из југоисточне Босне. Осаћанке су почеле да се граде негде после 1820. године. Представљају виши развојни ступањ, како по величини, тако и по просторној структури и издвајају се по својој оригиналности и народним уметничким обликовањем. Као представнице читаве једне архитектуре у дрвету, предано су се градиле у Шумадији, Подрињу и Старом Влаху. 
Осаћанке у Босни су се развијале захваљујући дугом одржавању патријархалне задруге. У Србији је њихов развој нагло прекинут услед организације породичног живота који је подразумевао опредељење за вајате, мале грађевине од брвана. Ипак, српске осаћанке су постигле сопствени израз, лепоту и особеност у складности линија и облика.
Неки од примера осаћанки су Црква брвнара у Такову и Милошев конак у Горњој Црнући, иако није утврђено ко је тачно градитељ кнежевог дома.

## Опис
Осаћанке су имале висок и стрм кров покривен шиндром (издуженим дашчицама), димњак са „капићем” (дрвена купаста капа), два наспрамна врата са полукружно сведеним отворима, прозоре са решетком и капцима, таваницу од шашоваца (кратке даске међусобно повезане жлебом) и земљану пећ у соби.